# NGC 3256
NGC 3256 (również PGC 30785) – galaktyka spiralna (Sb/P), znajdująca się w gwiazdozbiorze Żagla. Została odkryta 3 lutego 1835 roku przez Johna Herschela. Jest położona w odległości około 145 milionów lat świetlnych od Słońca.
NGC 3256 powstała w wyniku połączenia się dwóch galaktyk. Ma dwa jądra oddalone od siebie o ok. 1 kiloparsek (ok. 3200 lat świetlnych).
W galaktyce tej zaobserwowano supernową SN 2001db.